# Gråhuvad tyrann
Gråhuvad tyrann (Mionectes rufiventris) är en fågel i familjen tyranner inom ordningen tättingar.

## Utseende och läte
Gråhuvad tyrann är en liten tyrann med mestadels olivgrön ovansida, kanelbrun undersida och grått huvud. Näbben är tvåfärgad, med ljus undre näbbhalva. Sången som utförs av hanar i grupp är ett lågt och nasalt "bayo".

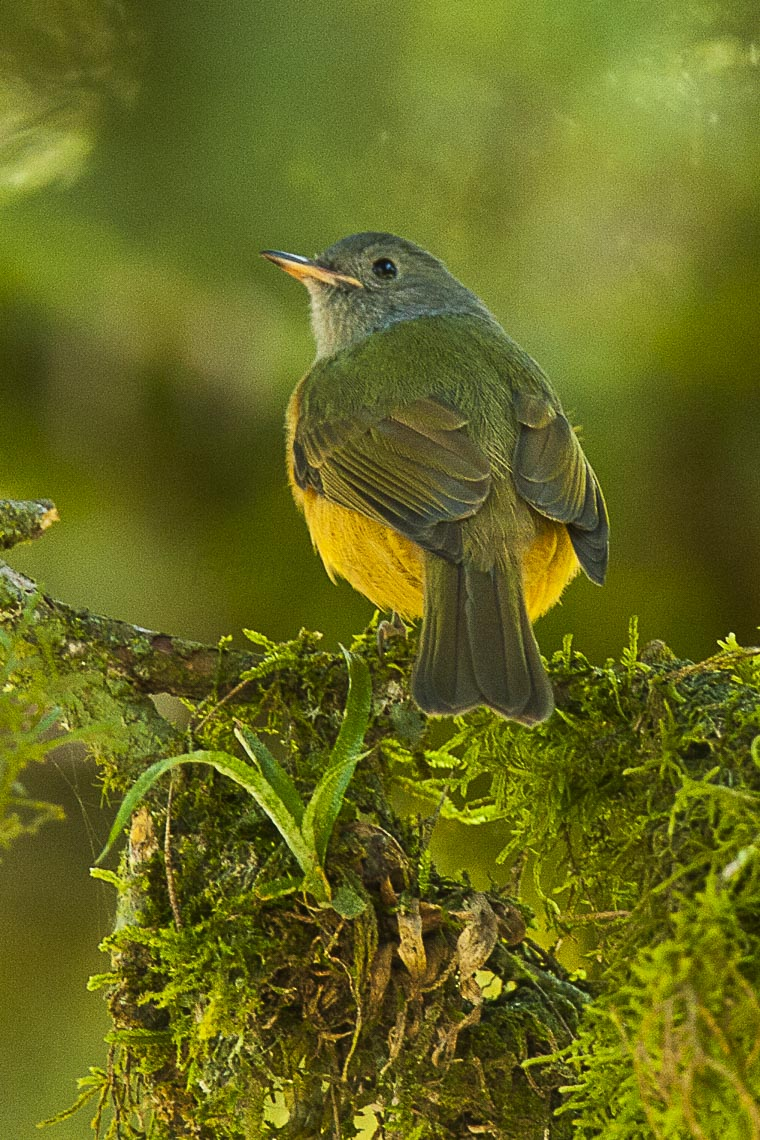

## Utbredning och systematik
Fågeln förekommer från sydöstra Brasilien (Espírito Santo) till östra Paraguay och nordöstra Argentina. Den behandlas som monotypisk, det vill säga att den inte delas in i några underarter.

### Familjetillhörighet
Arten placeras traditionellt i familjen tyranner. DNA-studier visar dock att Tyrannidae består av fem klader som skildes åt redan under oligocen, pekar på att de skildes åt redan under oligocen, varför vissa auktoriteter behandlar dem som egna familjer. Gråhuvad tyrann med släktingar placeras då i Pipromorphidae.

## Levnadssätt
Gråhuvad tyrann hittas i fuktiga skogar, ungskog och skogsbryn. Där ses den i undervegetationen.

## Status och hot
Arten har ett stort utbredningsområde, men tros minska i antal, dock inte tillräckligt kraftigt för att den ska betraktas som hotad. Internationella naturvårdsunionen IUCN listar arten som livskraftig (LC).